# Guerra Otomano-Mameluca (1516–1517)
A Guerra Otomano-Mameluca de 1516–1517 foi o segundo grande conflito entre o Sultanato Mameluco, sediado no Egito, e o Império Otomano, que levou à queda do Sultanato Mameluco e à incorporação do Levante, do Egito e do Hejaz como províncias do Império Otomano. A guerra transformou o Império Otomano de um reino às margens do mundo Islâmico, principalmente na Anatólia e nos Bálcãs, para um imenso império que englobava grande parte das terras tradicionais do Islão, incluindo as cidades de Meca, Cairo, Damasco e Alepo. Apesar dessa expansão, a sede do poder político do império permaneceu em Constantinopla.

## Origens
A relação entre os Otomanos e os Mamelucos havia sido contraditória desde a Queda de Constantinopla para os Otomanos em 1453; ambos os estados disputavam o controle do comércio de especiarias, e os otomanos aspiravam eventualmente a assumir o controle das Cidades Sagradas do Islão. Um conflito anterior, que durou de 1485 a 1491, levou a um impasse.
Por volta de 1516, os Otomanos estavam livres de outras preocupações — o Sultão Selim I acabara de derrotar os Persas Safávidas na Batalha de Chaldiran em 1514 - e voltaram todo o seu poder contra os Mamelucos, que governavam na Síria e no Egito, para completar a conquista Otomana do Oriente Médio.

## Operações

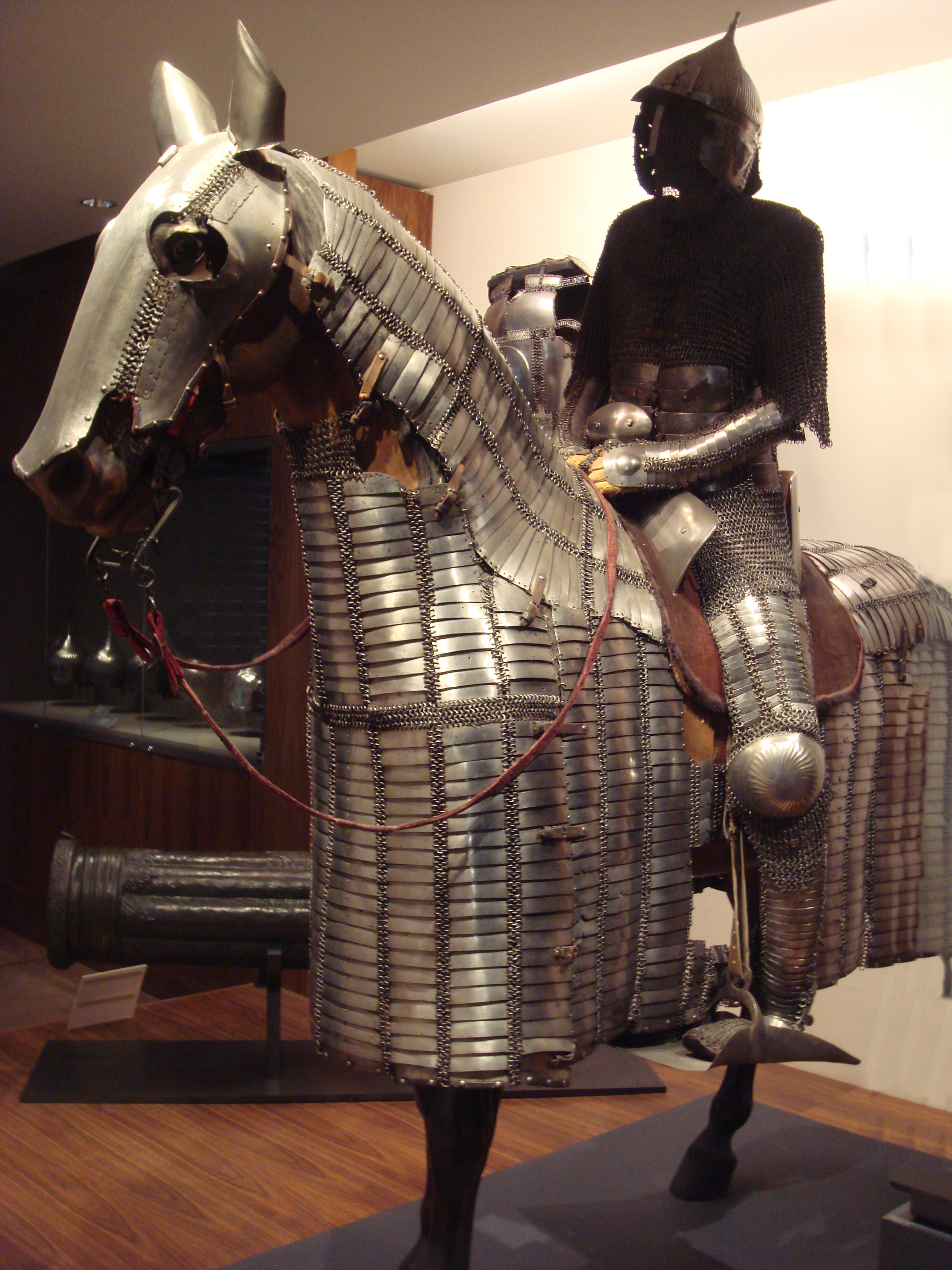
Mamluk Cavalaria Pesada, c. 1550. Musée de l'Armée

A guerra consistiu em várias batalhas. O exército Mameluco era bastante tradicional, consistindo principalmente de cavalaria usando arcos e flechas, enquanto o exército Otomano, e especialmente os Janízaros, era bastante moderno, usando arcabuzos. Os Mamelucos continuavam orgulhosos de sua tradição e tendiam a desconsiderar do uso de armas de fogo.

### Operações no Levante (1516)
Os Otomanos primeiro capturaram a cidade de Diarbaquir, no sudeste da Anatólia. A Batalha de Marj Dabiq (24 de Agosto de 1516) foi decisiva e o governante Mameluco Kansuh al-Ghuri foi morto. Os Otomanos aparentemente superavam em número os mamelucos por um fator de 3 a 1. A Síria caiu sob o domínio dos Otomanos com esta única batalha.
A Batalha de Yaunis Khan ocorreu perto de Gaza (28 de outubro de 1516) e resultou novamente numa derrota para os Mamelucos.

### Operações no Egito (1517)

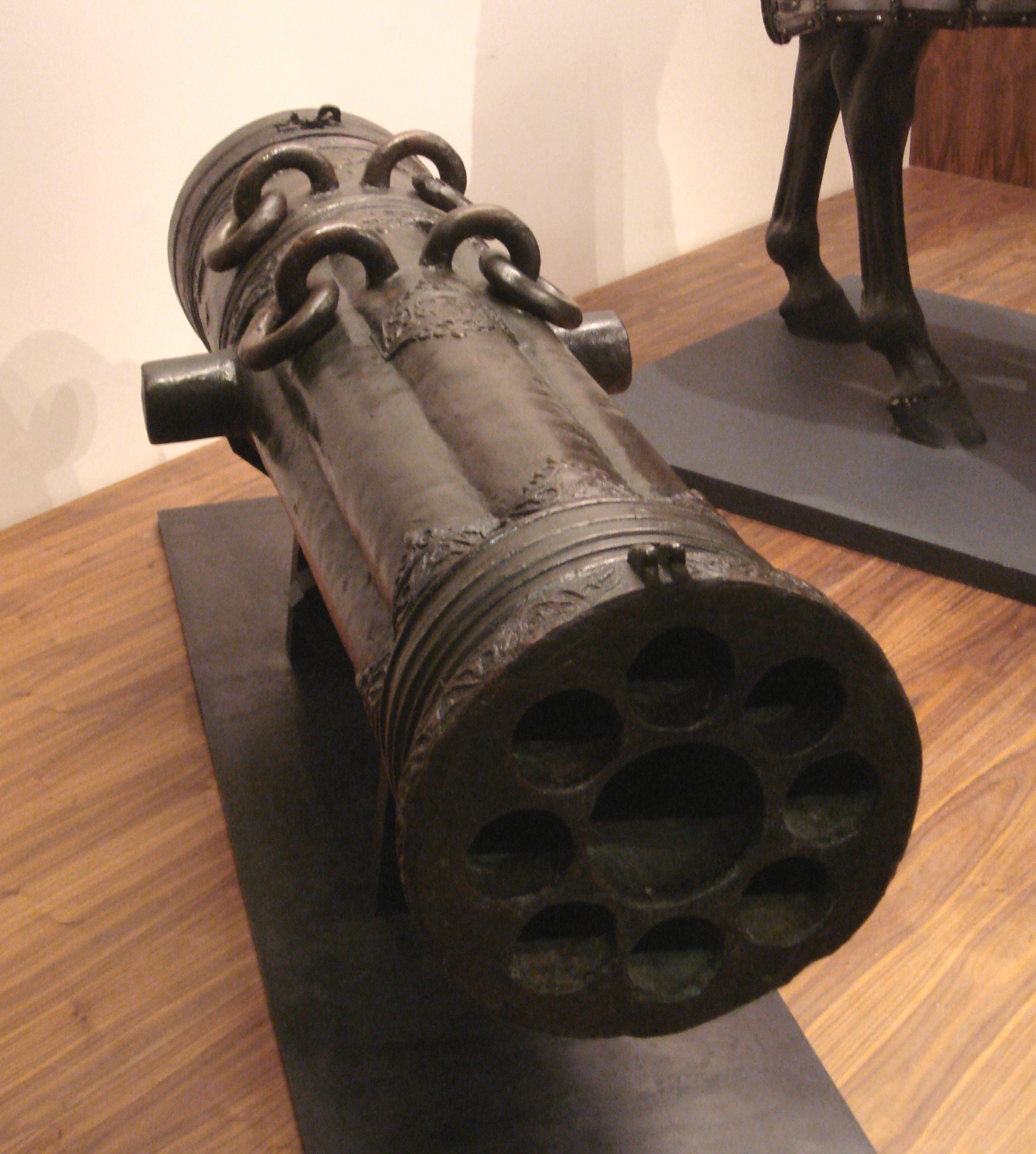
Arma Otomana com 9 canos, início do século XVI

O sucessor de Al-Ghuri como sultão Mameluco, Tuman Bay II, recrutou freneticamente tropas de várias classes da sociedade e Beduínos, e tentou equipar os seus exércitos com uma quantidade de canhões e armas de fogo, mas tudo no último minuto e numa escala limitada. Finalmente, na porta do Cairo, ocorreu a Batalha de Ridaniya (24 de Janeiro de 1517), na qual o comandante Otomano Hadim Sinan Pasha perdeu a vida. Nesta batalha, Selim I e Tuman Bay enfrentaram-se. As armas de fogo e armas utilizadas por Tuman Bay mostraram-se quase inúteis, já que os Otomanos conseguiram um ataque pela retaguarda.
A campanha havia sido apoiada por uma frota de cerca de 100 navios que abasteciam as tropas durante sua campanha para o sul.
Alguns dias depois, os Otomanos capturaram e saquearam o Cairo, capturando o Califa Mutavaquil III. Tuman Bay reagrupou as suas tropas em Giza, onde ele foi finalmente capturado e enforcado no portão do Cairo.
Como consequência, o Xarife de Meca também se submeteu aos Otomanos, colocando as cidades sagradas de Meca e Medina sob o domínio Otomano. O poder Otomano estendia-se até ao sul do Mar Vermelho, embora o controle do Iémen permanecesse parcial e esporádico.

## Consequências

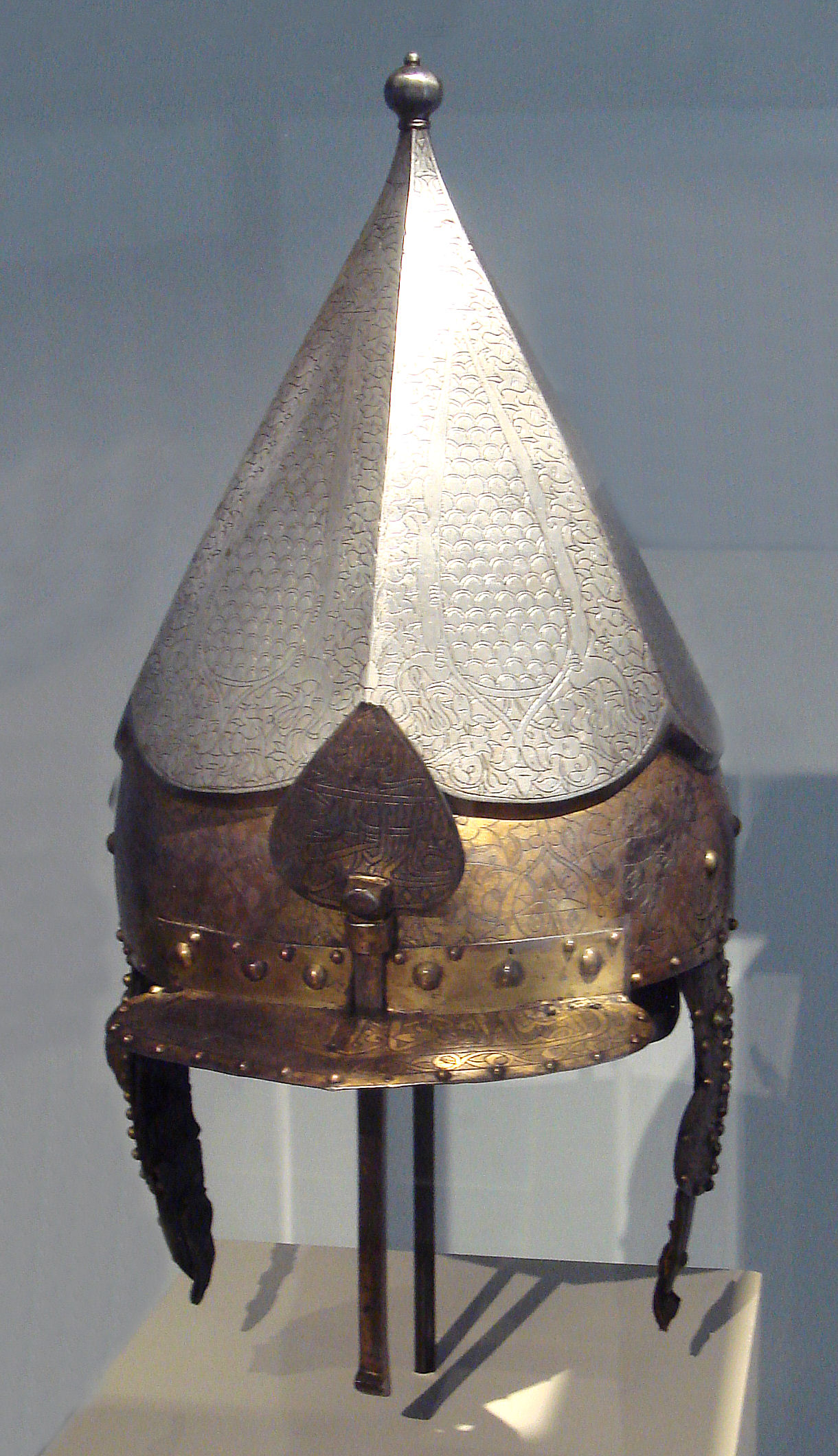
Capacete Otomano, com aa marcas do arsenal de Santa Irene, Constantinopla, c. 1520, Musée de l'Armée

A cultura Mameluca e a organização social persistiram a nível regional, e a contratação e educação dos soldados "escravos" Mamelucos continuaram, mas o soberano do Egito era um governador Otomano protegido por uma milícia Otomana. A queda do Sultanato Mameluco acabou com a guerra naval luso-mameluca, mas os Otomanos assumiram as tentativas de impedir a expansão portuguesa no Oceano Índico.
A conquista do Império Mameluco também abriu os territórios da África para os Otomanos. Durante o século 16, o poder Otomano expandiu-se mais a oeste do Cairo, ao longo das costas do norte de África. O corsário Barba Ruiva estabeleceu uma base na Argélia e mais tarde concretizou a Conquista de Tunis em 1534.
Após sua captura no Cairo, o Califa Mutavaquil III foi levado para Constantinopla, onde ele finalmente cedeu seu cargo como califa ao sucessor de Selim, Solimão, o Magnífico. Isso estabeleceu o Califado Otomano, tendo o sultão como chefe, transferindo autoridade religiosa do Cairo para o trono Otomano.
O Cairo permaneceu em mãos otomanas até a conquista Francesa do Egito em 1798, quando Napoleão alegou a eliminação dos mamelucos.